# The Marshall Mathers LP 2
Albums de Eminem
Hell: The Sequel
(2011) Shady XV
(2014)
Singles
1. Berzerk
Sortie : 26 août 2013
2. Survival
Sortie : 7 octobre 2013
3. Rap God
Sortie : 14 octobre 2013
4. The Monster
Sortie : 28 octobre 2013
5. Headlights
Sortie : 10 février 2014

The Marshall Mathers LP 2 (parfois stylisé en MMLP2) est le huitième album studio d'Eminem, sorti en 2013. Le successeur de Recovery, sorti en 2010, est publié par les labels Shady Records, Aftermath Entertainment et Interscope Records. Il a remporté le Grammy Award du meilleur album de rap en 2015. L'album constitue la suite de The Marshall Mathers LP, album adulé par la critique et qui rencontre un très important succès commercial à sa sortie en 2000.
L'enregistrement de l'album a eu lieu entre 2012 et 2013 dans de nombreux studios en compagnie de producteurs tels que Rick Rubin qui est le producteur de groupes comme les Beastie Boys ou les Red Hot Chili Peppers, Alex da Kid, DJ Khalil, Symbolyc One, Cardiak, DVLP, Emile Haynie ou encore Dr. Dre, le producteur historique du rappeur. Eminem a invité Skylar Grey, Rihanna, Kendrick Lamar et Nate Ruess, le leader du groupe Fun, à prêter leurs voix pour les  titres Asshole, The Monster, Love Game et Headlights. Après une parenthèse plus sobre et moins violente avec Recovery, Eminem revient à la formule qui a fait son succès au début des années 2000, à savoir un rap personnel où il se raconte et des paroles violentes empreintes de misogynie et d'homophobie selon les détracteurs du rappeur de Détroit. Pour la promotion de l'album, Eminem a participé à des émissions de télévision ou des remises de récompenses où il a pu interpréter des morceaux présents sur The Marshall Mathers LP 2. Il prévoit également une tournée mondiale pour l'année 2014 appelée The Rapture Tour.
L'album a reçu, généralement, des critiques très positives de la part de la presse spécialisée soulignant la qualité du flow d'Eminem sur cet album ainsi que des choix pertinents au niveau de la production. C'est l'album d'Eminem le mieux accueilli depuis The Eminem Show en 2002. Commercialement, l'album est un succès. Il débute en effet à la première place du Billboard 200 avec 792 000 albums vendus en première semaine et gardera cette position pendant deux semaines non-consécutives. Il se classe premier dans de nombreux autres pays et est le second album le plus vendu aux États-Unis en 2013. En 2021, l'album s’est vendu à près de 5 millions d'exemplaires dans le monde.
Le premier single, intitulé Berzerk, s'est vendu à plus de 362 000 exemplaires en première semaine d'exploitation aux États-Unis, prenant d'entrée la troisième place du Billboard Hot 100 et donnant au rappeur une nouvelle nomination aux Grammy Awards. Le second single, Survival a été dévoilé pour la bande-originale du jeu vidéo Call of Duty: Ghosts mais ne rencontra pas le même succès que le premier single. À la mi-octobre, Eminem sort le troisième extrait de MMLP2, Rap God, un morceau polémique où il s'autoproclame dieu du rap. Le titre est un succès à la fois commercial, et surtout critique puisque les médias du monde entier ont salué la performance d'Eminem qui a réussi à rapper 101 mots en 16 secondes. Une dizaine de jours avant la sortie de l'album, le rappeur dévoile The Monster, un nouveau duo avec la chanteuse Rihanna qui fut un succès planétaire se classant à la première place des classements de nombreux pays tels que les États-Unis, le Royaume-Uni, l'Australie, la Suède ou encore la France.

## Genèse
Eminem, confirme la sortie de son huitième album le 24 mai 2012, lors d'une interview à New York sur la radio Hot 97 en compagnie de Paul Rosenberg. Durant la même interview, il confirme la présence du groupe Slaughterhouse à la Hot 97's Summer Jam. Il affirme alors « [qu'il] a commencé à travailler sur un nouveau projet solo ». Le 30 juin 2012, Eminem s'invite sur sa propre radio Shade 45 où il indique à DJ Whoo Kid que l'album prend forme et que son mentor Dr. Dre sera une nouvelle fois impliqué dans le projet. Il dit : « J'ai l'habitude d'aller en studio et d'enregistrer ce qui me passe par la tête. Ensuite je vais voir Dr. Dre qui modifie quelques défauts ».  Lors d'une inteview à la radio, Royce da 5'9", membre des groupes Slaughterhouse et Bad Meets Evil avec Eminem, indique que les choses qu'il a entendu en studio lui ont fait faire des cauchemars.
Le 1er août 2012, Eminem est invité par la radio Chanel 955 qui l'interroge sur son huitième album studio à venir. Le rappeur de Détroit indique alors qu'il se focalise davantage sur le second album du groupe Slaughterhouse qu'il produit, Welcome to: Our House, que sur le sien. Cependant, il affirme que l'album est tout de même en train d'être réalisé. Peu de temps avant, l'ami d'Eminem 50 Cent avait annoncé qu'il serait présent sur l'album. Il ajoute que leur collaboration pourrait apparaître comme premier ou second single.
Le 11 février 2013, le manager d'Eminem et coprésident de Shady Records, Paul Rosenberg, annonce que le huitième album du rappeur devrait sortir après le Memorial Day 2013, fin mai. Il dit : « On espère vraiment qu'Eminem va pouvoir sortir un nouvel album en 2013 parce qu'il travaille dessus depuis un bout de temps. Il est certains qu'il ne sortira pas avant le Memorial Day, mais sinon nous ne savons pas quand il va pouvoir le sortir. Il a déjà quelques dates de concerts prévues au mois d'août, donc on verra ». Dr. Dre indique peu après que l'album est presque terminé.
Le 14 août 2013, la chanson Survival est révélée pour accompagner la sortie du jeu vidéo Call of Duty: Ghosts. Le refrain y est chanté par Liz Rodrigues et le titre est produit par DJ Khalil. Le 25 août 2013, lors de la cérémonie des MTV Video Music Awards 2013, Eminem révèle le titre de son huitième album studio, The Marshall Mathers LP 2. Cet album constitue la suite de The Marshall Mathers LP, sorti en 2000. La date de sortie de l'album est aussi indiquée dans la vidéo promotionnelle, il s'agit du 5 novembre 2013. Le 8 septembre 2013, durant la mi-temps d'un match de football américain, Eminem apparait sur ESPN en interview et déclare « The Marshall Mathers LP 2 est une sorte de revisite de The Marshall Mathers LP ».

## Production
Avant que le nom de l'album ne soit publié, des producteurs affirment participer au projet. C'est le cas du producteur américain No I.D., qui indique le 5 septembre 2012 à MTV News qu'il était en studio avec Eminem pour enregistrer son huitième album. Il dit à ce sujet : « C'est un des meilleurs, et je veux travailler avec les meilleurs. Je vais essayer de contribuer à son travail, c'est une étape importante dans ce que je veux faire ». À de nombreuses reprises, l'album est classé parmi les plus attendus de l'année 2013, notamment par MTV, Complex, ou encore XXL Magazine.
D'autres producteurs sont impliqués dans le projet, DJ Khalil pour Survival, Emile Haynie pour Legacy, DVLP pour Rap God et Frequency pour The Monster.

## Parution et accueil

### Succès commercial
Aux États-Unis, l'album débute à la première place du Billboard 200 avec 793 000 albums vendus lors de la première semaine d'exploitation. Il s'agit du deuxième meilleur démarrage de l'année 2013, seulement devancé par les 968 000 exemplaires de l'album The 20/20 Experience de Justin Timberlake qui débuta à la première place en mars 2013. The Marshall Mathers LP 2 réalise la sixième meilleure première semaine des 5 dernières années. C'est également la meilleure performance de l'année pour un album rap, devançant les 658 000 copies de l'album Nothing Was the Same de Drake et les 528 000 exemplaires de Magna Carta... Holy Grail, l'opus de Jay-Z. C'est la septième fois qu'Eminem arrive en tête des ventes aux États-Unis. En deuxième semaine, MMLP2 glisse à la seconde place à cause de la sortie d' Artpop, le troisième album de Lady Gaga. L'opus se vend malgré tout à plus de 210 000 exemplaires franchissant ainsi la barre du million d'albums vendus en deux semaines. En troisième semaine, Eminem reprend la première place du Billboard 200 en vendant plus de 120 000 copies. The Marshall Mathers 2 est certifié double platine en mars 2014. Les ventes se montent à 2 115 315 le 28 mai 2014.
Au Royaume-Uni, l'album débute à la première place des charts avec 143 000 exemplaires vendus en première semaine. C'est le septième album consécutif d'Eminem qui atteint la première place. Il devient ainsi le seul américain à avoir autant d'albums numéro un. Eminem est ainsi à égalité avec The Beatles. Il devance en première semaine les albums de James Arthur et de Tinie Tempah. MMLP2 descend d'un étage la semaine suivante, devancé par Lady Gaga, et reste en seconde position en troisième semaine derrière Swing Both Ways de Robbie Williams.
Au Canada, The Marshall Mathers LP 2 débute à la seconde place du classement national, s'inclinant face à la sortie de Loved Me Back to Life, l'album de Céline Dion. L'album s'est écoulé à 104 000 exemplaires, soit 2000 de moins que la chanteuse canadienne. Cela dit, il s'agit de la meilleure première semaine pour un album d'Eminem, battant le record de 91 000 copies qu'avait atteint The Marshall Mathers LP en 2000. Lors de sa deuxième semaine d'exploitation, MMLP2 se vend à 29 000 exemplaires et reste à la seconde place du classement.
En Australie, l'album débute à la première place des charts après seulement trois jours dans les bacs. C'est le septième numéro un d'Eminem dans ce pays. MMLP2 conserve la pole position en deuxième semaine de vente. En Nouvelle-Zélande, après trois jours de ventes, l'album se classe à la première place et est certifié disque d'or.
Dans le monde, The Marshall Mathers LP 2 a vendu 1 221 000 exemplaires lors de sa première semaine. Le 16 mai 2014, l'album passe le seuil des 4 millions d'exemplaires vendus dans le monde.

### Classements et certifications
| Pays (2013)                        | Meilleure position |
| ---------------------------------- | ------------------ |
| Allemagne (Media Control AG)       | 1                  |
| Australie (ARIA)                   | 1                  |
| Autriche (Ö3 Austria Top 40)       | 1                  |
| Belgique (Flandre Ultratop)        | 1                  |
| Belgique (Wallonie Ultratop)       | 1                  |
| Canada (Canadian Albums)           | 1                  |
| Corée du Sud (Gaon Chart)          | 7                  |
| Croatie (HDU)                      | 4                  |
| Danemark (Tracklisten)             | 3                  |
| Écosse (OCC)                       | 1                  |
| Espagne (Promusicae)               | 9                  |
| États-Unis (Billboard 200)         | 1                  |
| Top R&B/Hip-Hop Albums             | 1                  |
| Top Rap Albums                     | 1                  |
| Finlande (Suomen virallinen lista) | 12                 |
| France (SNEP)                      | 2                  |
| Grèce (IFPI)                       | 6                  |
| Irlande (IRMA)                     | 1                  |
| Italie (FIMI)                      | 2                  |
| Nouvelle-Zélande (RIANZ)           | 1                  |
| Norvège (VG-lista)                 | 1                  |
| Pays-Bas (Mega Album Top 100)      | 4                  |
| Pologne (ZPAV)                     | 2                  |
| Portugal (AFP)                     | 9                  |
| Royaume-Uni (UK Albums Chart)      | 1                  |
| Top R&B Albums                     | 1                  |
| Russie (2M)                        | 1                  |
| Suède (Sverigetopplistan)          | 2                  |
| Suisse (Schweizer Hitparade)       | 1                  |

| Pays (2013)                   | Meilleure position |
| ----------------------------- | ------------------ |
| Australie (ARIA Charts)       | 8                  |
| Canada (Canadian Albums)      | 1                  |
| États-Unis (Billboard 200)    | 2                  |
| Nouvelle-Zélande (RIANZ)      | 13                 |
| Royaume-Uni (UK Albums Chart) | 13                 |

| Pays             | Certification | Ventes certifiées |
| ---------------- | ------------- | ----------------- |
| Allemagne        | Platine       | 200 000           |
| Australie        | 2 × Platine   | 140 000           |
| Autriche         | Platine       | 15 000            |
| Canada           | 4 × Platine   | 320 000           |
| États-Unis       | 4 × Platine   | 4 000 000         |
| France           | Platine       | 100 000           |
| Nouvelle-Zélande | Platine       | 15 000            |
| Pologne          | Platine       | 20 000            |
| Royaume-Uni      | Platine       | 520 000           |
| Suisse           | Platine       | 30 000            |

#### Singles
Le 25 août 2013, Eminem révèle que le premier single, intitulé Berzerk, devrait sortir aux États-Unis le 27 août. Le titre est diffusé par la radio d'Eminem, Shade 45, pour la première fois. Le single débute à la seconde place des charts au Canada et à la troisième aux États-Unis,. Berzerk entre dans le top 10 de nombreux pays, notamment la France, l'Australie, la Corée du Sud ou encore le Royaume-Uni. Le 9 septembre 2013, le clip vidéo parait sur la plateforme de diffusion VEVO. De nombreux proches d'Eminem ont participé au clip vidéo de Berzerk comme Kendrick Lamar, Kid Rock, Slaughterhouse, Mr. Porter, Yelawolf, Rick Rubin ou Paul Rosenberg. Lors de sa première semaine d'exploitation, Berzerk est le single le plus vendu aux États-Unis avec 362 000 exemplaires vendus, et le single est en octobre 2013, certifié disque de platine avec plus d'un million d'exemplaires vendus.
Le 14 août 2013, une chanson intitulée Survival avec la participation de Liz Rodrigues au chant et de DJ Khalil à la production, est dévoilée pour la bande-annonce du mode multijoueur du jeu vidéo Call of Duty: Ghosts. La presse commence alors à parler d'un éventuel premier single qui pourrait sortir dans les jours à venir,. Le 8 octobre 2013, le titre est mis en vente sur iTunes en tant que second single de l'album. Un clip vidéo sort au même moment.
Le 14 octobre 2013, une vidéo audio de la chanson Rap God est dévoilée sur la chaîne YouTube d'Eminem. Le jour suivant, la chanson est mise en vente sur iTunes, en tant que troisième single. Bien que le titre ne bénéficie pas de l'aide d'un clip pour sa promotion, Rap God connait un succès commercial important. Lors de sa première semaine d'exploitaion, le single arrive en tête des ventes aux États-Unis avec 270 000 exemplaires vendus, prenant la septième place du Billboard Hot 100,. Rap God se classe dans le top dix de nombreux pays, notamment le Royaume-Uni et le Canada.
Dix jours après la sortie de Rap God, il est annoncé que le quatrième single de The Marshall Mathers LP 2 sera le duo entre Eminem et Rihanna, intitulé The Monster. La chanson produite par Frequency est dévoilée le 28 octobre 2013.
Le cinquième single, Headlights, en featuring avec Nate Ruess, est sorti le 10 février 2014.

### Accueil critique
The Marshall Mathers LP 2 reçoit globalement des critiques positives. Sur l'agrégateur Metacritic, il reçoit la moyenne de 72 sur 100. Ce qui est le meilleur résultat pour un album d'Eminem depuis The Eminem Show (2002).
Paul MacInnes du Guardian donne à l'album la note maximale de 5 et écrit qu'Eminem a « la confiance et la maturité » alliées à un « flow exceptionnel et des jeux de mots éblouissants ». Jim Farber du New York Daily News note l'album 4 sur 5, précisant que c'est l'album d'Eminem le plus marrant depuis des années. Dans Vice, Ryan Bassil écrit qu'aucun album sorti en 2013 n'est aussi surprenant que The Marshall Mathers LP 2. Jon Dolan du magazine Rolling Stone note l'album 4 sur 5 et remarque que « la nostalgie est partout ». Christopher Weingarten de Spin, qui donne une note de 8/10, écrit que « si rapper est juste une compétition athlétique, Eminem serait Michael Phelps et Lou Retton combinés ». Edna Gundersen de USA Today donne 3 étoiles et demi sur 4 à l'album et précise qu'il « recapture le côté sauvage » de The Marshall Mathers LP. Pour Sarah Rodman du Boston Globe, cette suite d'album est même plus intense que l'original. Le journaliste du Washington Post est également positif en soulignant ses qualités à tous les niveaux : poésie, performance, histoire...
Certains critiques sont cependant plus partagés. Ainsi, Ted Scheinman de Slant Magazine aime la performance d'Eminem mais regrette un « manque inquiétant d'imagination ». Greg Kot du Chicago Tribune, qui note l'album 2/4, apprécie l'agilité des rimes du rappeur mais regrette l'utilisation de « samples et interpolations “fatigués” ». Pour Craig Jenkins de Pitchfork, « Eminem est un titan avec les jeux de mots, mais MMLP2 le montre encore une fois embarrassé dans la façon d'appliquer ses talents ». Nick Catucci d'Entertainment Weekly donne à l'album la note mitigée de C+ et reproche à Eminem l'utilisation abusive d'insultes.
En France, les critiques sont plutôt élogieuses. Pour Thomas Blondeau des Inrockuptibles, « MMLP2 ressuscite l’Eminem d’avant le succès boursouflé, les dépressions et les cures », mais selon lui « il manque à MMLP2 une direction plus racée, ce qui le sépare de son éponyme prédécesseur, virtuose et spontané ». Esther Degbe de Libération écrit qu'avec cet album « Eminem s’adonne à un numéro de haute voltige - trois ans après le succès de Recovery mais surtout treize ans après le carton de Marshall Mathers LP. ». Dans Le Nouvel Observateur, Olivier Cachin explique que « ce MMLP2 qui fait ouvertement référence à son album le plus populaire, The Marshall Mathers LP, est une réussite insolente, la première preuve que cette musique rap frappée du syndrome de Peter Pan reste pertinente quand son locuteur a atteint ce qui était jusqu’à présent une limite d’âge indépassable (Jay-Z faisant jusqu’alors figure d’exception confirmant la règle) » pour conclure en disant que « MMLP2 est un disque essentiel, la nouvelle renaissance du rappeur le plus doué de sa génération, sous les auspices des bonnes fées que sont Dr. Dre et Rick Rubin, producteurs exécutifs de ce monstre truffé de singles, de rebondissements, de blagues obscènes et de sentiments profonds livrés à cœur ouvert. »
En novembre 2013, le magazine américain Complex établit la liste des meilleurs albums d'Eminem et le classe à la 4e place.
Le 30 décembre 2013, HipHopDX a classé The Marshall Mathers LP 2 parmi les « 25 meilleurs albums de l'année 2013 ».

## Liste des titres
| 1.    | Bad Guy                              | Marshall Mathers, L. Griffin, Sarah Jaffe, S. Warwar                                                                      | Part 1 : S1, M-Phazes Part 2 : StreetRunner, Vinny Venditto (co) | 7:14 |
| 2.    | Parking Lot (skit)                   | M. Mathers | Eminem                                                           | 0:55 |
| 3.    | Rhyme or Reason                      | M. Mathers, A. Argent | Rick Rubin, Eminem                                               | 5:01 |
| 4.    | So Much Better                       | M. Mathers, L. Resto | Eminem, Luis Resto (add.)                                        | 4:21 |
| 5.    | Survival                             | M. Mathers, L. Rodrigues, K. Rahman, A. Alcock, P. Injeti, M. Strange                                                     | DJ Khalil                                                        | 4:32 |
| 6.    | Legacy                               | M. Mathers, D. Brock, P. Goudieva, E. Haynie                                                                              | Emile                                                            | 4:56 |
| 7.    | Asshole (featuring Skylar Grey)      | M. Mathers, L. Resto, A. Grant                                                                                            | Alex da Kid, Eminem (add.)                                       | 4:48 |
| 8.    | Berzerk                              | M. Mathers, W. Squier, A. Horowitz, A. Yauch, R. Rubin, J. Modeliste, A. Neville, C. Neville, V. Brown, A. Criss, K. Gist | Rick Rubin                                                       | 3:58 |
| 9.    | Rap God                              | M. Mathers | DVLP, Filthy (co.)                                               | 6:03 |
| 10.   | Brainless                            | M. Mathers, L. Resto | Eminem, Luis Resto (add.)                                        | 4:46 |
| 11.   | Stronger Than I Was                  | M. Mathers, L. Resto | Eminem, Luis Resto (add.)                                        | 5:36 |
| 12.   | The Monster (featuring Rihanna)      | M. Mathers, B, Fryzel, A. Kleinstub, M. Athanasiou, R. Fenty, J. Bellion, Bebe Rexha                                      | Frequency, Aalias (add.)                                         | 4:10 |
| 13.   | So Far...                            | M. Mathers | Rick Rubin                                                       | 5:17 |
| 14.   | Love Game (featuring Kendrick Lamar) | M. Mathers, K. Duckworth, C. Ballard, J. Grier, C. Poe, P. Tomlin                                                         | Rick Rubin                                                       | 4:56 |
| 15.   | Headlights (featuring Nate Ruess)    | M. Mathers, N. Ruess, E. Haynie, L. Resto, J. Bhasker                                                                     | Emile, Jeff Bhasker, Eminem (co.)                                | 5:43 |
| 16.   | Evil Twin                            | M. Mathers, L. Resto, J. Chavez, T. Graham, W. Düren                                                                      | Sid Roams, Eminem (add.)                                         | 5:56 |
| 78:13 |                                      | |                                                                  |      |

| Titre bonus - Call of Duty: Ghosts | Titre bonus - Call of Duty: Ghosts | Titre bonus - Call of Duty: Ghosts | Titre bonus - Call of Duty: Ghosts | Titre bonus - Call of Duty: Ghosts | Titre bonus - Call of Duty: Ghosts | Titre bonus - Call of Duty: Ghosts | Titre bonus - Call of Duty: Ghosts | Titre bonus - Call of Duty: Ghosts | Titre bonus - Call of Duty: Ghosts |
| No                                 | Titre                              | Auteur                             | Producteur(s)                      | Durée                              |                                    |                                    |                                    |                                    |                                    |
| ---------------------------------- | ---------------------------------- | ---------------------------------- | ---------------------------------- | ---------------------------------- | ---------------------------------- | ---------------------------------- | ---------------------------------- | ---------------------------------- | ---------------------------------- |
| 17.                                | Don't Front (featuring Buckshot)   | Mathers, Kenyatta Blake            | Mr. Walt of Da Beatminerz,         | 4:44                               |                                    |                                    |                                    |                                    |                                    |
| 82:57                              |                                    |                                    |                                    |                                    |                                    |                                    |                                    |                                    |                                    |

| Disque bonus - Édition Deluxe | Disque bonus - Édition Deluxe           | Disque bonus - Édition Deluxe                                                                  | Disque bonus - Édition Deluxe      | Disque bonus - Édition Deluxe | Disque bonus - Édition Deluxe | Disque bonus - Édition Deluxe | Disque bonus - Édition Deluxe | Disque bonus - Édition Deluxe | Disque bonus - Édition Deluxe |
| No                            | Titre                                   | Auteur                                                                                         | Producteur(s)                      | Durée                         |                               |                               |                               |                               |                               |
| ----------------------------- | --------------------------------------- | ---------------------------------------------------------------------------------------------- | ---------------------------------- | ----------------------------- | ----------------------------- | ----------------------------- | ----------------------------- | ----------------------------- | ----------------------------- |
| 1.                            | Baby                                    | M. Mathers, L. Resto, M. Strange                                                               | Eminem, Luis Resto (add.)          | 4:23                          |                               |                               |                               |                               |                               |
| 2.                            | Desperation (featuring Jamie N Commons) | M. Mathers, J. Commons, A. Grant                                                               | Alex da Kid                        | 3:56                          |                               |                               |                               |                               |                               |
| 3.                            | Groundhog Day                           | M. Mathers, C. McCormick, A. Feeney, T. Brenneck, J. Tankle, H. Steinweiss, D. Guy, L. Michels | Cardiak, Frank Dukes, Eminem (co.) | 4:53                          |                               |                               |                               |                               |                               |
| 4.                            | Beautiful Pain (featuring Sia)          | M. Mathers, S. Furler, E. Haynie, L. Resto                                                     | Emile, Eminem (co.)                | 4:25                          |                               |                               |                               |                               |                               |
| 5.                            | Wicked Ways                             | M. Mathers, A. Grant, Josh Mosser                                                              | Alex da Kid                        | 6:32                          |                               |                               |                               |                               |                               |
| 24:09                         |                                         |                                                                                                |                                    |                               |                               |                               |                               |                               |                               |

## Samples
- La 1re partie de "Bad Guy" contient un sample de "Hocus Pokus", interprété par Walter Murphy ; la seconde partie contient des samples de "Soana", écrit par Gian Piero Reverberi et Laura Giordano et de "Ode to Billie Joe", interprété par Lou Donaldson[1].
- "Rhyme or Reason" contient des samples de "Time of the Season", écrit par Rod Argent et interprété par The Zombies[1].
- "Berzerk" contient des samples de "The Stroke", écrit et interprété par Billy Squier ; de "Fight for Your Right", écrit par Adam Horovitz, Adam Yauch et Rick Rubin, interprété par les Beastie Boys ; et de "Feel Me Flow", écrit par Joseph Modeliste, Art Neville, Cyril Neville, Vincent Brown, Anthony Criss et Keir Gist, interprété par Naughty by Nature[1].
- "Rap God" contient une interpolation de "The Show", écrit par Douglas Davis et Richard Walters, et "Supersonic", écrit par Dania Birks, Juana Burns, Jaunita Lee, Fatima Shaheed et Kim Nazel[1].
- "Brainless" contient un extrait du film SuperGrave[1].
- "The Monster" contient une interpolation de  Monster Under My bed interprétée par Bebe Rexha.
- "So Far..." contient des samples de "Life's Been Good", écrit et interprété par Joe Walsh ; et "P.S.K. What Does It Mean?", interprété par Schoolly D. "So Far…" contient également des éléments de "I'm Back" et "The Real Slim Shady" d'Eminem[1].
- "Love Game" contient des samples de "Game of Love", écrit par Clint Ballard, Jr., interprété par Wayne Fontana & The Mindbenders ; et une interpolation de "The Object of My Affection", écrit par Jimmie Grier, Coy Poe et Pinky Tomlin[1].
- "Evil Twin" contient des éléments de "The Reunion" de Bad Meets Evil[1].

Édition Deluxe
- "Groundhog Day" contient un sample de "Sleight of Hand", interprété par Menahan Street Band et de "Big Menu" de Sam Kinison[1].